# ورقة 1000 دولار أمريكي
الورقة النقدية فئة ألف دولار أمريكي (US$1000) هي فئة قديمة من عملة الولايات المتحدة. تم إصدارها بوسطة مكتب النقش والطباعة الأمريكي (BEP) بدءًا من عام 1861 وحتى عام 1934. ومنذ عام 1969، تعتمد سياسة وزارة الخزانة على سحب أي أوراق نقدية من فئة 1000 دولار تتلقاها، لكنها لا تزال تُعتبر عملة قانونية.

## الوصف
```
من عام 1862 حتى 1880، أصدرت 
وزارة الخزانة الأمريكية
 أوراقًا نقدية من فئة 1000 دولار قانونية، مع ثلاث تصميمات مختلفة على الوجه الأمامي. ظهر رسم صورة 
روبرت موريس
 على أول ورقة نقدية من فئة 1000 دولار. كما ظهر عمدة نيويورك 
ديويت كلينتون
 في نسختين أخريين. يحتوي وجه الورقة من سلسلتي 1928 و1934 على صورة 
جروفر كليفلاند
 وهو يواجه اليمين باتجاه ختم وزارة الخزانة الأمريكية.
```

يتميز وجه الورقة من فئة ألف دولار في سلسلتي 1928 و1934 بنقوش حدود زخرفية. كما يحتوي الوجه على نص يقرأ: "الولايات المتحدة الأمريكية / ألف دولار" ورقم 1000. 

## التاريخ
```
تم طباعة الورقة النقدية فئة ألف دولار أمريكي من عام 1861 حتى عام 1945. واصل مكتب النقش والطباعة الأمريكي (BEP) إصدار هذه الأوراق حتى عام 1969. لم تشهد هذه الأوراق تداولًا كبيرًا بين العامة لأنها كانت تُطبع لتسهيل المعاملات بين البنوك.
```

في عامي 1878 و1880، أنتجت وزارة الخزانة الورقة النقدية من فئة 1000 دولار كـ"شهادة فضية". تم إنتاج نسخ أخرى من هذه الورقة في أعوام 1878، 1880 و1891. في عام 1913، تم إصدار نسخة كبيرة من الورقة كأوراق احتياطي فدرالي. في عام 1882، تم إصدار الورقة كـ"شهادة ذهبية". في عام 1928، بدأت الوزارة في إصدار أوراق نقدية صغيرة الحجم، وكانت فئة 1000 دولار تحمل صورة الرئيس الأمريكي غروفر كليفلاند. تم إصدار الورقة الصغيرة الحجم في عامي 1928 و1934.
أصبحت الأمثلة من أوراق الـ1000 دولار ذات قيمة لدى هواة جمع العملات، وغالبًا ما تُباع بأكثر من قيمتها الاسمية. في 14 يوليو 1969، أعلنت وزارة الخزانة الأمريكية أنه سيتم إيقاف جميع الأوراق النقدية من الفئات التي تتجاوز 100 دولار أمريكي. ومنذ ذلك الحين، أصبحت البنوك ملزمة بإرسال أي ورقة نقدية من فئة 1000 دولار إلى وزارة الخزانة ليتم إتلافها. يقدّر هواة جمع العملات الورقة النقدية من فئة 1000 دولار ذات الختم الذهبي.